# Ritidectomia
A ritidectomia, também chamada lift facial, ritidoplastia e, mais genericamente, lifting, é um procedimento cirúrgico usado para se eliminar as rugas na face e pescoço.
Nenhuma região do corpo demonstra o processo de envelhecimento de forma tão evidente como a face. Sua anatomia diferenciada e nobre expõe e expressa a fisionomia das emoções e desejos. 
O contorno facial pode apresentar deformidades estéticas e funcionais derivadas de causas genéticas ou adquiridas por causa do envelhecimento, devido à flacidez cutânea, exposição aos raios solares, obesidade, tabagismo, dentre outras. As deformidades no contorno facial produzem alterações psicológicas, fisiológicas e estéticas.
Mais recentemente tem-se discutido, observado e estudado a ideia de um envelhecimento diferenciado e individual nos diversos órgãos do corpo humano e que dá um descompasso entre a idade cronológica e a idade real. O mundo moderno e as atitudes de cuidados com a saúde têm contribuído para o prolongamento da atividade intelectual, ampliando essa diferença fisionômica e etária. Na impossibilidade real de interferir diretamente na biologia evolutiva do organismo, a medicina em geral e a cirurgia plástica em particular procuram equilibrar o processo de envelhecimento biológico com o cronológico.
No início do século XX, ocorreu o primórdio da cirurgia de rejuvenescimento facial, consistindo em ressecções de fusos cutâneos com aproximação e sutura das bordas cirúrgicas, com resultados limitados.
Com a melhor compreensão da anatomia da face e baseada em vários estudos científicos, o descolamento do retalho foi se ampliando, chegou ao amadurecimento nos anos 60 e na década de 70 do século passado. Assim, a cirurgia de rejuvenescimento facial ficou consolidada como um procedimento seguro, com resultados previsíveis e duradouros.
Nos anos 70 e 80 do século passado, os estudos do músculo platisma - com suas variações anatômicas - e do SMAS (sistema músculo-aponeurótico) chamaram a atenção para a importância do tratamento simultâneo das estruturas profundas da face, repercutindo positivamente na expressão cérvico-facial  e, técnicas com diminuição da área de descolamento cutâneo associada ao descolamento profundo, com tração simultânea da pele e SMAS 9,12.
Com a introdução da lipoaspiração, a cirurgia da face teve um grande benefício na região cervical, promovendo um melhor contorno facial. Foi observado que ao seguir as linhas de tensão da pele, as cânulas, mesmo sem aspiração, provocam o rejuvenescimento facial.
As complicações da ritidoplastia têm sido motivo de muitos estudos e publicações na nossa especialidade, induzindo muitos cirurgiões a desenvolver técnicas e manobras que reduzam a agressão tecidual e anatômica. Em trabalho publicado em 2005, Luz et al.16 descrevem interessante ideia para descolamento do retalho, utilizando dilatadores/descoladores, bifacetados, de números 1 a 6, com diâmetros que variam entre 1,5–20 mm, promovendo estiramento dos vasos até seu rompimento. Relatam que esta dilatação gradual proporciona o total descolamento do retalho facial, com diminuição do sangramento devido ao princípio de migração precoce de fatores e células da cascata de coagulação.
A ritidoplastia com descolamento composto a ser descrita neste artigo propõe a interrupção da progressão dos dilatadores em um momento anterior à lesão vascular, com o retalho de pele atingindo mobilidade suficiente para a tração necessária ao tratamento do SMAS/platisma e a remoção do excesso de pele. É uma nova proposta baseada nos conceitos da lipoabdominoplastia 17-20, nos estudos publicados recentemente por Schaverien et al.21 e também nos dilatadores progressivos de Luz et al.16.
Estes estudos do tecido subcutâneo no corpo humano evidenciaram membranas fibrosas que carreiam o suprimento sanguíneo perfurante para a pele. Cada compartimento anatômico estudado tem nervo, artéria e veia independentes, identificados dentro de seus limites. Esta segmentação do tecido conectivo proporciona estabilidade e proteção ao suprimento vascular durante a animação da face. 
O arranjo anatômico do tecido subcutâneo da face e sua vascularização associada são altamente organizados, e se relacionam com o desenvolvimento embriológico da musculatura facial. Esta estrutura anatômica é aplicada a todo tecido fáscio-adiposo do corpo humano. A conservação desta vascularização e inervação é fundamental para uma perfeita irrigação e sensibilidade da face.
Na ritidoplastia com descolamento composto, os dilatadores 4, 5 e 6 não são usados, no intento de evitar a ruptura vásculo-nervosa.
Dilatadores progressivos de Dílson da Luz promovem descolamento do retalho facial.
Indicação  Esta técnica pode ser indicada a pacientes de todas as faces que necessitam de ritidoplastia, ou seja, que possuam sinais de envelhecimento, como flacidez de pele, acúmulo de gordura, ptose do SMAS, rugas profundas e bandas platismais proeminentes. Entretanto, esta técnica tem especial indicação para pacientes fumantes, submetidos às ritidoplastias secundárias e pacientes do sexo masculino. Entre novembro de 2008 e outubro de 2009, 34 pacientes foram submetidos à ritidoplastia com descolamento composto. Oito pacientes eram fumantes e três homens. A idade oscilou entre 39 e 72 anos, com média de 55 anos.
Técnica Operatória
Com o paciente em decúbito dorsal é realizada anti-sepsia e colocação de campos estéreis. A marcação com azul de metileno inicia-se na região temporal, conforme descrito por Pitanguy22, seguindo-se na região pré-auricular pela linha limítrofe do tragus e continuando-se na retro-auricular, semelhante à ritidoplastia convencional (Figura 2). O paciente é submetido à anestesia geral ou local com sedação. É realizada infiltração local com solução contendo lidocaína a 0,5% e adrenalina 1:200.000.
Marcação - Área de descolamento com tesoura em azul; Área de descolamento com dilatador em vermelho.
A cirurgia é iniciada pela região cervical. Quando necessária, realiza-se a lipoaspiração para delimitação do contorno mandibular com a cânula de 2,0 mm com dois furos unidirecionais. Na maioria dos casos, faz-se uma incisão submentoniana, descolamento com tesoura na região mediana, entre as bordas mediais do platisma, associado à lipectomia e plicatura medial dos mesmos. São utilizados pontos separados com mononylon 4-0 na plicatura medial do platisma e sutura contínua com mononylon 6-0 na pele. O descolamento com tesoura é limitado e se estende até a linha curva que corresponde ao traçado do descolamento do SMAS14 e à borda externa do platisma (Figura 3). Pode ser ampliado até a borda do orbicular do olho, quando há necessidade do tratamento deste.
O descolamento com tesoura é limitado, chegando à linha curva que corresponde ao traçado de descolamento do SMAS e platisma.
A partir deste ponto, o descolamento é realizado com os dilatadores/descoladores bifacetados de números 1, 2 e 3, atingindo as áreas mais inferiores da região cervical. Dessa forma, faz-se a tunelização do subcutâneo da face, promovendo a liberação seletiva do retalho facial e da região cervical.
O descolamento é feito com dilatadores bifacetados número 1, 2 e 3.
A região conhecida como "terra de ninguém" é descolada com dilatadores/descoladores números 1 e 2. Com isso, observamos o tecido subcutâneo da face semelhante ao tecido celular subcutâneo do abdome na lipoabdominoplastia, adquirindo grande mobilidade e mantendo o sistema de perfurantes.
O tecido subcutâneo descolado da face semelhante ao (B) tecido subcutâneo descolado na lipoabdominoplastia, adquirindo melhor mobilidade e mantendo os vasos perfurantes e nervos sensitivos. É realizada smasectomia de forma tradicional. O SMAS é tracionado verticalmente, fixado à aponeurose temporal com três pontos paralelos transfixados com mononylon 3-0. Da mesma forma, o platisma é descolado e tracionado obliquamente, sendo fixado à região mastoidea com 2 ou 3 pontos de mononylon 3-0. Pontos complementares de acomodação do SMAS e platisma são feitos com mononylon 5-0. A região frontal é tratada de forma tradicional e depende da necessidade de cada caso, não sendo o objetivo deste artigo. É realizada a remoção do excesso de pele do retalho facial e a sutura do couro cabeludo com mononylon 3-0 (ponto contínuo), e com mononylon 6-0 e 5-0 nas regiões pré e retro-auriculares, respectivamente. Previamente, utilizam-se pontos subdérmicos com fio absorvível monocryl 4-0 nas regiões pré e retro-auriculares.
Após a remoção do excesso de pele, finaliza-se com a sutura do couro cabeludo com mononylon 3-0 (ponto contínuo), e com mononylon 5-0 nas regiões pré e retro-auriculares.
Pós Operatório
O dreno de sucção contínua é removido no primeiro dia de pós-operatório. O curativo fechado, não compressivo, é trocado com 24 horas e removido no 2º dia de pós-operatório. Os pontos pré e retro-auriculares são removidos com 7-8 dias e os pontos do couro cabeludo com 10 dias de pós-operatório. Pacientes submetidos à ritidoplastia com descolamento composto apresentam uma recuperação melhor que os submetidos à ritidoplastia tradicional, visto que sofrem menor trauma, menor lesão vascular e nervosa e apresentam menor espaço morto. Todos estes fatores resultam em menor morbidade, levando o paciente ao retorno mais precoce às atividades sociais e laborativas. Como em qualquer técnica, a sistematização cirúrgica cuidadosa reduz o índice de complicações, especialmente nas ritidoplastias secundárias. Todos os pacientes apresentaram evolução favorável, sem intercorrências e sem complicações relacionadas a sofrimento tecidual ou lesão nervosa. 
Resultados
Foram tratados 34 pacientes, sendo 31 do sexo feminino, no período de novembro de 2008 a outubro de 2009. Não houve complicações importantes, como grandes hematomas, epiteliólise e necrose de pele, entre outros. O seguimento demonstrou evolução mais confortável aos pacientes, com menor área de equimose e diminuição da extensão e período do edema, quando comparados ao descolamento da ritidoplastia tradicional. Oito pacientes eram fumantes e não apresentaram necrose de pele ou epiteliólise. Dois pacientes, tabagistas e portadores de doença hipertensiva, apresentaram discreto acúmulo sanguíneo na região temporal e retro auricular direitas, correspondendo a 2 ml caso, e solucionados por meio de aspiração com seringa no sexto e décimo dias, respectivamente. Todos os pacientes referiram sensibilidade precoce na região pré-auricular, em torno de 15 dias de pós-operatório.
Ritidoplastia com descolamento composto. Fotos pré e pós-operatórias
Discussão
A competitividade com procedimentos estéticos não cirúrgicos tem estimulado alguns cirurgiões a condutas "menos agressivas", mas que apresentam resultados limitados e insatisfatórios, devido ao fato de não se poder realizar a ritidoplastia em sua plenitude, deixando-se de executar tratamento pleno do complexo SMAS/platisma. Esta nova proposta cirúrgica mais conservadora não limita as abordagens complementares do facelift, ao contrário, permite a tração e plicatura do SMAS e platisma, tratamento da cauda do supercílio, lipoaspiração e/ou enxerto de gordura, quando indicado. Ou seja, não há prejuízo ou limitações de procedimentos realizados com o descolamento tradicional. Na ritidoplastia com descolamento composto há a combinação do descolamento parcial com tesoura e o descolamento tunelizado com os dilatadores, alcançando-se territórios como sulco nasolabial e áreas mais inferiores da região cervical, ampliando-se a mobilização do retalho de pele. O descolamento é intermediário entre o tradicional e as técnicas recentes chamadas de "short scar". A dilatação controlada do tecido subcutâneo libera a pele e permite a mobilização necessária ao tratamento do rejuvenescimento facial. O objetivo principal é preservar grande parte dos vasos e nervos sensitivos. Dessa maneira, há melhor nutrição e drenagem do retalho, reduzindo a possibilidade de hematoma e necrose de pele, além de permitir mais rápido retorno da sensibilidade cutânea da face.
Esta proposta vem ao encontro do que foi demonstrado no recente estudo citado anteriormente que descreve o tecido subcutâneo facial dividido por septos em subunidades que possuem irrigação e inervação independentes, sendo assim importante, a conservação desta vascularização e inervação para uma perfeita irrigação e sensibilidade da face no pós-operatório imediato21.
Complicações
Ritidoplastia primária e especialmente lipoaspiração prévia podem diminuir a mobilidade do retalho facial. As cicatrizes no subcutâneo podem desviar o trajeto da cânula.
A lipoaspiração, quando necessária, deve ser avaliada com cautela, evitando-se a remoção excessiva, que pode originar irregularidades no pós-operatório tardio. A distribuição de gordura nas regiões médio-facial e cervical deve ter seu volume ideal preservados.
Conclusão
A ritidoplastia evoluiu enormemente na última década por meio de inovações técnicas, ou ainda, associando-se aos tratamentos complementares como os preenchimentos, toxina botulínica, peeling, dentre outros. A utilização desses procedimentos complementares não cirúrgicos não pode nem deve substituir a cirurgia. Cada um tem sua indicação, isolada ou associada. O objetivo é obter um resultado melhor e com maior segurança. Esta abordagem promove, de maneira bastante segura, um descolamento seletivo e efetivo, com ótima mobilidade do retalho, obtendo resultados estéticos muito satisfatórios, com diminuição da possibilidade sangramento trans e pós-operatório, assim como sofrimento tecidual e/ou necrose, uma vez que o sistema de perfusão está mantido em quase toda extensão do retalho.  A curva de aprendizagem é rápida. O procedimento é semelhante ao tradicional. Há necessidade de uma pequena adaptação à utilização dos descoladores/dilatadores de maneira progressiva, procurando-se visualizar a ponta dos dilatadores em toda sua extensão no subcutâneo, no mesmo plano do descolamento com a tesoura 23. A familiarização com a técnica torna possível a obtenção de um contorno facial harmonioso e uma rápida recuperação pós-operatória. A ritidoplastia com descolamento composto apresenta menor morbidade, com resultado estético final satisfatório.